# Wolf Dietrich (Regisseur)
 Wolf Dietrich (* 1931 in Linz) ist ein österreichischer Filmregisseur.

## Leben
Wolf Dietrich legte in seiner Geburtsstadt die Matura ab, studierte dann in Wien Weltwirtschaft sowie Theaterwissenschaften, Kunstgeschichte und Schauspiel. Zwischen 1955 und 1960 arbeitete er in Wien als Schauspieler, ab 1957 hatte er dabei ein Engagement am Theater in der Josefstadt. Zu Beginn der 1960er Jahre wandte sich Dietrich der Regie zu und zeichnete ab 1961 für etwa 40 Jahre als Regisseur für Formate verschiedener Genres verantwortlich, darunter bekannte Serien wie Ein Fall für Männdli, Drei Damen vom Grill, Praxis Bülowbogen oder Die Anrheiner. Unter seiner Leitung entstanden darüber hinaus vier Folgen der Krimireihe Tatort um den Münchner Kriminalhauptkommissar  Melchior Veigl, gespielt von Gustl Bayrhammer.

## Filmografie

### Als Schauspieler
- 1983: Kottan ermittelt – Fühlt wie du
- 1984: Der Androjäger – Auch die Zukunft wird überlistet

### Als Regisseur (Auswahl)
- 1961: Rosen für Marina
- 1963: Minister gesucht
- 1966: Schöne Geschichten mit Papa und Mama
- 1966: Luftkreuz Südost (3 Folgen)
- 1967: Der Schandfleck
- 1967: Der Mieter
- 1969: Der ganz gewöhnliche Herr Deierl (2 Folgen)
- 1970: Faust auf eigene Faust
- 1970: Fröhliche Weihnachten
- 1971: Die Fliege und der Frosch
- 1972–1973: Das Jahrhundert der Chirurgen (17 Folgen)
- 1973: Ein Fall für Männdli (10 Folgen)
- 1973: Tatort – Weißblaue Turnschuhe
- 1975: Der Wohltäter
- 1976: Kim & Co. (13 Folgen)
- 1978: Sachrang
- 1978: Tatort – Schwarze Einser
- 1979: Tatort – Maria im Elend
- 1980: Tatort – Spiel mit Karten
- 1982: Der schwarze Bumerang (1 Folge)
- 1984: Leute wie du und ich (1 Folge)
- 1984: Waldheimat (13 Folgen)
- 1986: Polizeiinspektion 1 (2 Folgen)
- 1987: Wartesaal zum kleinen Glück
- 1987: Lang soll er leben (6 Folgen)
- 1988: Der Professor und sein Hund
- 1989: Justitias kleine Fische (1 Folge)
- 1990: Drei Damen vom Grill (12 Folgen)
- 1990–1995: Praxis Bülowbogen (27 Folgen)
- 1991–1996: Kommissar Klefisch (3 Folgen)
- 1994: Die Weltings vom Hauptbahnhof
- 1995–1996: Der Bergdoktor (11 Folgen)
- 1999: Schloßhotel Orth (3 Folgen)
- 2001: Alle meine Töchter (5 Folgen)
- 2001: Die Anrheiner (5 Folgen)